# Enicospilus stenophleps
Enicospilus stenophleps is een vliesvleugelig insect uit de familie van de gewone sluipwespen (Ichneumonidae). De wetenschappelijke naam van de soort werd voor het eerst geldig gepubliceerd in 1937 door Cushman.